# シェイクスピア・アンド・カンパニー書店

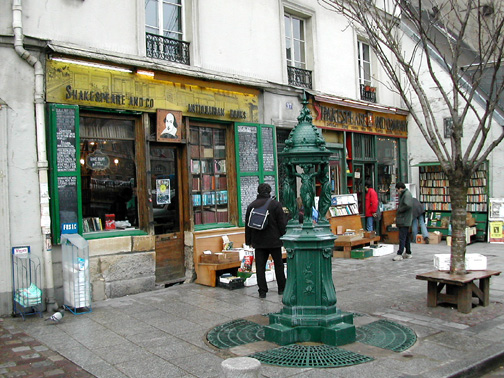
シェイクスピア・アンド・カンパニー書店外観。2004年

シェイクスピア・アンド・カンパニー書店（シェイクスピア・アンド・カンパニーしょてん、Shakespeare and Company）は、パリ5区、セーヌ川左岸にある書店。本の販売だけでなく、1万冊の蔵書を持つ英語文学専門の図書室も併設している（閲覧のみ）。この書店はまた無一文の若い書き手に宿（2階に13台のベッドとタイプライター）を貸すことで知られており、「タンブル・ウィード」の愛称で呼ばれる宿泊している若き作家は自伝の制作、1日1冊本を読む、2時間書店の仕事を手伝うなどをすることで食い扶持を得ている。現在の書店は、第二次世界大戦期まで存在した店の名を襲名した二代目に当たる。
店先には、「見知らぬ人には親切にしなさい。彼らは変装した天使かもしれないから（Be not inhospitable to strangers lest they be angels in disguise）」というモットーを掲げている（聖書(Hebrews 13:2)の言葉を現代的な文法に変えたもの）。

## 初代「シェイクスピア・アンド・カンパニー」

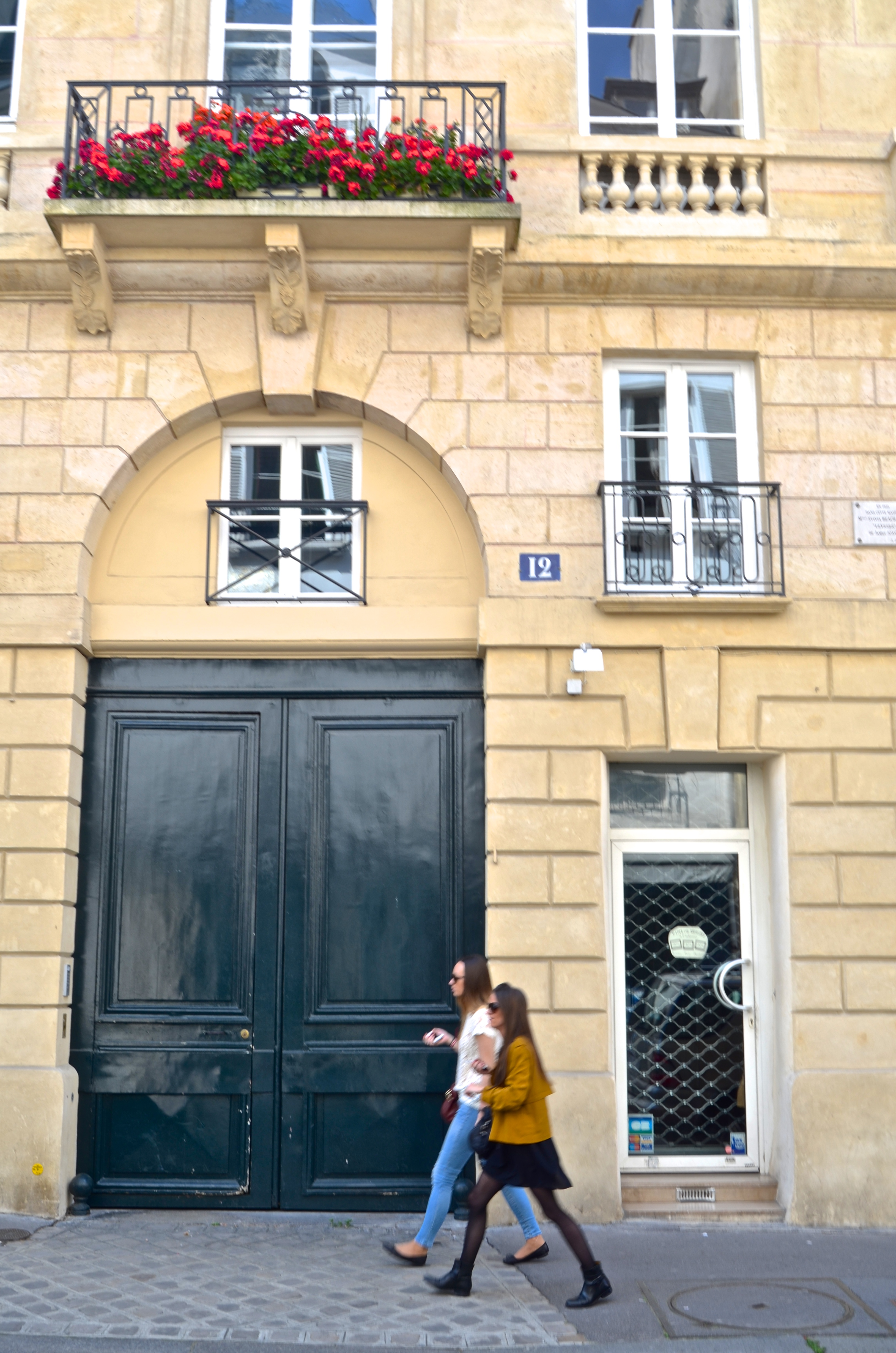
かつてシェイクスピア・アンド・カンパニー書店があった建物（オデオン通り12番地）。2014年撮影

初代のシェクスピア・アンド・カンパニーは、ニュージャージーから移住してきたアメリカ人女性シルヴィア・ビーチによって1919年に開かれた。場所は当初はデュプイトラン通り8番地で、1921年5月にオデオン通り12番地に移り、以後1941年の閉店までこの場所にあった。この店は書店であると同時に貸し出しの可能な図書室としても機能しており、扱われる書物はビーチ自身の鑑賞眼を反映した洗練されたものであった。
シルヴィア・ビーチが店主を務めた初代シェイクスピア・アンド・カンパニーは第二次大戦期まで、パリにおける英米文学とモダニズム文学の中心地であり、アーネスト・ヘミングウェイ、エズラ・パウンド、スコット・フィッツジェラルド、ガートルード・スタイン、ジョージ・アンタイル、マン・レイ、そしてジェイムズ・ジョイスなどがこの書店で多くの時を過ごした。シェイクスピア・アンド・カンパニーは、ヘミングウェイの『移動祝祭日』で店の常連たちとともに繰り返し言及されている。この店の愛顧者は、D.H.ロレンスの『チャタレイ夫人の恋人』のように英米で発禁になった書物も手に入れることができた。
シルヴィア・ビーチのシェイクスピア・アンド・カンパニーは1922年、アメリカ合衆国とイギリスで発禁処分を受けていたジョイスの『ユリシーズ』の最初の出版元となり、以降の『ユリシーズ』の続刊は「シェイクスピア・アンド・カンパニー」のインプリントの元に出版された 。
オデオン通りのシェイクスピア・アンド・カンパニーは1941年12月、第二次世界大戦中の枢軸国によるフランス占領のために閉店した。ショーウインドーに展示してあったジョイスの『フィネガンズ・ウェイク』を買いたいというドイツ人将校の申し出を断ったことがその原因となった。この本はシルヴィア・ビーチが所有する最後の一冊であった。この将校に追って在庫を押収すると言われたため、シルヴィアはアドリエンヌ・モニエと彼女の助手の助けを借りて在庫をすべて上階のアパートに移動した。その後、シルヴィアは1943年に6か月間投獄されて以降体調を崩し、この店は以降二度と再開することはなかった。

## 二代目「シェイクスピア・アンド・カンパニー」
1951年、アメリカ人の元軍人のジョージ・ウィットマンによって、もう一つの英語書籍の専門店がまず「レ・ミストラル」という店名で開かれた。初代の「シェイクスピア・アンド・カンパニー」と同様に、この店もまたパリ左岸のボヘミアンたちの文学活動の中心地となり、1950年代にはアレン・ギンスバーグ、グレゴリー・コルソ、ウィリアム・バロウズといったビート・ジェネレーションの作家たちの拠点となった。1962年のシルヴィア・ビーチの死に際して、この店は「シェイクスピア・アンド・カンパニー」を襲名した。店はサン・ミシェル広場やノートルダム寺院にほど近いビュシュリー通り37番地に位置しており、建物はもともと16世紀に修道院として建てられたものであった。
当時の店主ウィットマンは、この書店を「書店に見せかけた社会主義者のユートピア」と表現しており、常連の中にはヘンリー・ミラーなどもいた。この店にはまた13基のベッドを具えた宿泊施設があり、ウィットマンはこれまでに4万人もの人物がここで寝泊りしたと語っている。
ジョージ・ウィットマンは2011年に死去。現在はウィットマンの娘シルヴィア・ウィットマンが店を切り盛りしており、父に倣って若い作家へ仕事と生活場所を提供している。店内では日曜の茶会や詩の朗読、作家の会合などが常時開かれているほか、二年に一度文学フェスティバル「フェスティバルアンドシーオー（FestivalandCo）」を開催し、ポール・オースター、ジャネット・ウィンターソン、ユン・チアン、マルジャン・サトラピなどの作家がそのホストを務めている

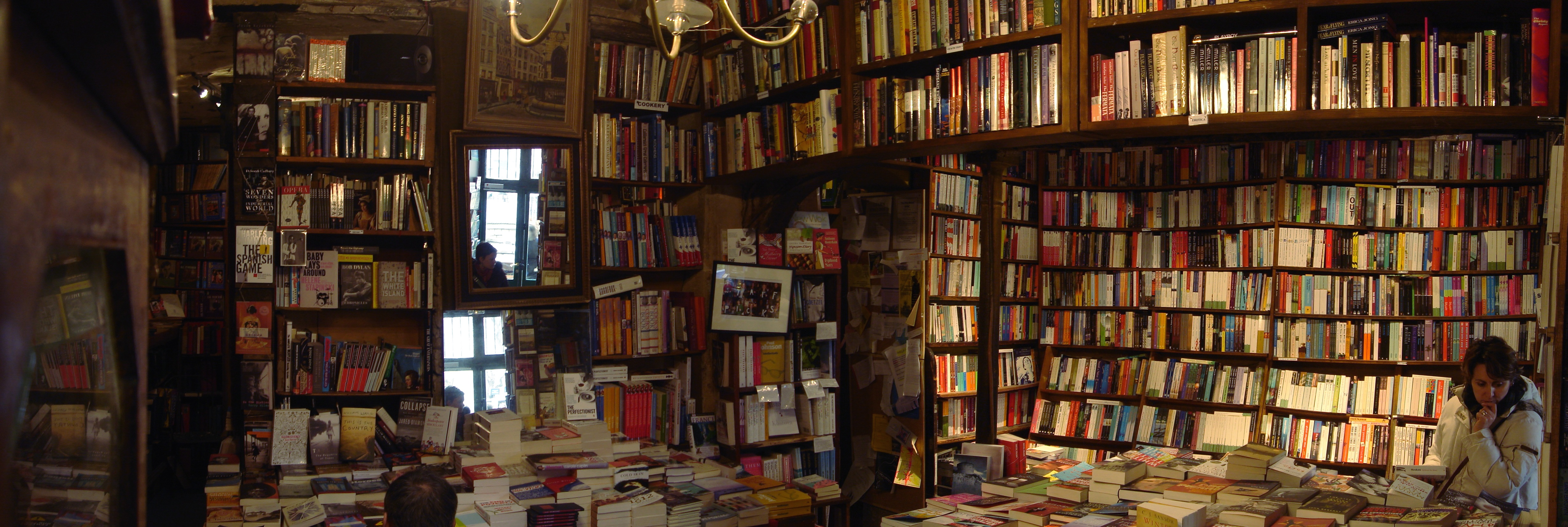
シェイクスピア・アンド・カンパニー書店、店内風景

## 関連作品
- 夢の本屋をめぐる冒険 （１）「パリの“シェイクスピア”～フランス」[14]
- シェイクスピア＆カンパニー書店の優しき日々
- Shakespeare and Company, Paris: A History of the Rag & Bone Shop of the Heart

出版
- ユリシーズ[2]

映像作品への出演
『ビフォア・サンセット』、『ジュリー&ジュリア』、『ミッドナイト・イン・パリ』、『暗黒の戦士 ハイランダー』(第三シーズン)などの映像作品に登場する。

## 関連文献
- Affleck, John. "Hemingway at Shakespeare & Company".  Literary Traveler.  Accessed June 13, 2008.
- Charles Glass, Americans in Paris: Life and Death Under Nazi Occupation, Harper Collins, U.K. ISBN 978-0-00-722853-9
- シルヴィア・ビーチ『シェイクスピア・アンド・カンパニイ書店』中山末喜訳（復刻新版）、河出書房新社〈KAWADEルネサンス〉、2011年。ISBN 978-4-309-20567-0。初版1974年
  - 『シェイクスピア・アンド・カンパニイ書店』中山末喜訳、河出文庫、2023年3月
- ジェレミー・マーサー『シェイクスピア＆カンパニー書店の優しき日々』市川恵里訳、河出書房新社、2010年。ISBN 978-4-309-20540-3。
  - ジェレミー・マーサー『シェイクスピア＆カンパニー書店の優しき日々』市川恵里訳、河出文庫、2020年。ISBN 978-4-309-46714-6。